# Gmina Donja Voća
Gmina Donja Voća (chorw. Općina Donja Voća) – gmina w Chorwacji, w żupanii varażdińskiej. W 2011 roku liczyła  2443 mieszkańców.